# Keulenfußtrichterlinge
Die Keulenfußtrichterlinge (Ampulloclitocybe) sind eine Satellitengattung der Trichterlinge (Clitocybe). Sie enthält die Arten aus dem Verwandtschaftskreis des Keulenfuß-Trichterlings (Ampulloclitocybe clavipes, syn. Clitocybe clavipes). Jener Pilz ist die Typusart der Gattung.

## Artenliste
Die Gattung Ampulloclitocybe umfasst 3 Arten:
| Ampulloclitocybe weltweit |                                 |                                                         |
| Deutscher Name            | Wissenschaftlicher Name         | Autorenzitat                                            |
|                           | Ampulloclitocybe avellaneoalba  | (Murrill 1913) Harmaja 2003                             |
| Keulenfuß-Trichterling    | Ampulloclitocybe clavipes       | (Pers. 1801) Redhead, Lutzoni, Moncalvo & Vilgalys 2002 |
|                           | Ampulloclitocybe squamulosoides | (P.D. Orton 1960) Harmaja 2003                          |